# Franck Lagorce
Franck Lagorce (ur. 1 września 1968 w L’Haÿ-les-Roses) – francuski kierowca wyścigowy.
W latach 1987–1989 Lagorce ścigał się we francuskiej Formule Ford. W 1990 był drugi w Championnat de France Formula Renault (Mistrzostwach Francji Formuły Renault). W 1991 zadebiutował we francuskiej Formule 3, a w 1992 został jej mistrzem. W latach 1993–1994 ścigał się w Formule 3000 (w 1994 był jej wicemistrzem). W latach 1994–1995 był kierowcą testowym zespołu Formuły 1 Ligier i wystartował w barwach tego zespołu w dwóch ostatnich wyścigach Formuły 1 sezonu 1994 w zastępstwie Johnny’ego Herberta – Grand Prix Japonii nie ukończył (kolizja z Martinim na 10 okrążeniu), a w Grand Prix Australii był jedenasty. W 1996 był kierowcą testowym zespołu Forti. W tym samym roku wygrał Renault Spider Trophy.